# 준 워커

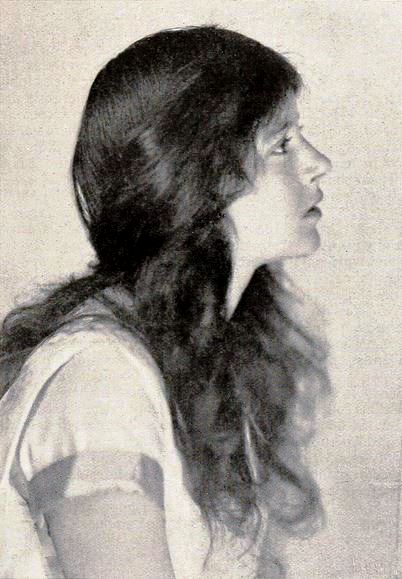

준 워커(June Walker, 1900년 6월 14일 ~ 1966년 2월 3일)는 미국의 배우, 연극 배우, 텔레비전 배우, 영화배우이다.
시카고에서 태어났으며 로스앤젤레스에서 사망하였다. 사인은 질병이다.

## 영화
- 기다리는 아이 (1963년)
- 언포기븐 (1960년)